# 早川史哉
早川 史哉（はやかわ ふみや、1994年1月12日 - ）は、新潟県新潟市西区出身のプロサッカー選手。Jリーグ・アルビレックス新潟所属。ポジションはディフェンダー、ミッドフィールダー。

## 来歴
アルビレックス新潟の育成組織出身。高校3年の2011年にはトップチームに2種登録されており、メキシコで開催された2011 FIFA U-17ワールドカップにも日本代表としてFWから本職のディフェンダーまでこなす究極水準のオールラウンドプレーヤーとして3得点を挙げる活躍を見せる。
2012年に筑波大学に進学して蹴球部に入部。関東大学リーグ2部降格の憂き目に遭ったチームを主将として引っ張り、1部への返り咲きを果たす。2015年7月7日、2016年シーズンからのアルビレックス新潟への加入内定が発表され、8月28日には特別指定選手として一足早く新潟に選手登録された。
新潟入団後、2016年2月27日のJ1開幕戦の湘南ベルマーレ戦に先発フル出場デビューを果たし、開幕戦を含めリーグ戦3試合とヤマザキナビスコカップ1試合に先発フル出場を果たしたが、4月24日のJ1第8節・名古屋戦（早川はベンチ入りのみ）後にリンパ節の腫れを訴えたため病院で検査を受けた結果、急性白血病と診断された。
その後2016年11月に骨髄移植手術を行い、2017年から寛解に向けた治療に専念するため新潟との選手契約を一旦凍結（選手登録の解除）。2017年7月には発症時から入院していた病院を退院。2018年3月に下部組織、2018年8月にトップチームの練習に合流し、10月以降は練習試合で45分間プレーした。10月には対外試合に出場、11月12日に契約凍結解除が発表された。
2019年シーズンは選手登録はされたが出場機会はなかなか訪れなかったものの、8月17日のJ2第28節・岡山戦で3年ぶりのベンチ入りを果たすと、10月5日のJ2第35節・鹿児島戦で右サイドバックとして先発出場、実に1287日ぶりの公式戦出場となった。
2020年5月30日、同月24日に一般女性と結婚したことを発表した。
Jリーグ通算50試合出場を達成した2021年5月5日の大宮アルディージャ戦で、Jリーグ初得点を決めた。
2023年4月18日、男児が誕生。
2024年4月27日、J1リーグ第10節FC東京戦でJ1初ゴールを決めた。

## 所属クラブ
- 小針レオレオサッカー少年団[1]（新潟市立小針小学校）
- 2006年 - 2008年 アルビレックス新潟ジュニアユース[1]（新潟市立小針中学校）
- 2009年 - 2011年 アルビレックス新潟ユース[1]（開志学園高校）
  - 2011年 アルビレックス新潟 (2種登録選手)
- 2012年 - 2015年 筑波大学[1]
  - 2015年 アルビレックス新潟 (特別指定選手)
- 2016年 -   アルビレックス新潟
  - 2017年 - 2018年11月まで登録抹消

## 個人成績
| 国内大会個人成績 | 国内大会個人成績 | 国内大会個人成績 | 国内大会個人成績 | 国内大会個人成績 | 国内大会個人成績 | 国内大会個人成績 | 国内大会個人成績 | 国内大会個人成績 | 国内大会個人成績 | 国内大会個人成績 | 国内大会個人成績 |
| 年度             | クラブ           | 背番号           | リーグ           | リーグ戦         | リーグ戦         | リーグ杯         | リーグ杯         | オープン杯       | オープン杯       | 期間通算         | 期間通算         |
| 年度             | クラブ           | 背番号           | リーグ           | 出場             | 得点             | 出場             | 得点             | 出場             | 得点             | 出場             | 得点             |
| 日本             | 日本             | 日本             | 日本             | リーグ戦         | リーグ戦         | リーグ杯         | リーグ杯         | 天皇杯           | 天皇杯           | 期間通算         | 期間通算         |
| ---------------- | ---------------- | ---------------- | ---------------- | ---------------- | ---------------- | ---------------- | ---------------- | ---------------- | ---------------- | ---------------- | ---------------- |
| 2012             | 筑波大           | 21               | -                | -                | -                | -                | -                | 2                | 0                | 2                | 0                |
| 2013             | 筑波大           | 18               | -                | -                | -                | -                | -                | 2                | 1                | 2                | 1                |
| 2014             | 筑波大           | 8                | -                | -                | -                | -                | -                | 1                | 0                | 1                | 0                |
| 2016             | 新潟             | 28               | J1               | 3                | 0                | 2                | 0                | 0                | 0                | 5                | 0                |
| 2019             | 新潟             | 28               | J2               | 8                | 0                | -                | -                | 0                | 0                | 8                | 0                |
| 2020             | 新潟             | 28               | J2               | 30               | 0                | -                | -                | -                | -                | 30               | 0                |
| 2021             | 新潟             | 28               | J2               | 20               | 1                | -                | -                | 2                | 0                | 22               | 1                |
| 2022             | 新潟             | 18               | J2               | 7                | 0                | -                | -                | 1                | 0                | 8                | 0                |
| 2023             | 新潟             | 18               | J1               | 3                | 0                | 4                | 0                | 4                | 1                | 11               | 1                |
| 2024             | 新潟             | 18               | J1               | 16               | 2                | 3                | 0                | 2                | 0                | 21               | 2                |
| 2025             | 新潟             | 15               | J1               |                  |                  |                  |                  |                  |                  |                  |                  |
| 通算             | 日本             | 日本             | J1               | 22               | 2                | 9                | 0                | 6                | 1                | 37               | 3                |
| 通算             | 日本             | 日本             | J2               | 65               | 1                | -                | -                | 3                | 0                | 68               | 1                |
| 通算             | 日本             | 日本             | 他               | -                | -                | -                | -                | 5                | 1                | 5                | 1                |
| 総通算           | 総通算           | 総通算           | 総通算           | 87               | 3                | 9                | 0                | 14               | 2                | 110              | 5                |

- 2011年は2種登録選手として出場は無し
- 2015年は特別指定選手として出場は無し

出場歴
- Jリーグ初出場 - 2016年2月27日 J1 1stステージ 第1節 湘南ベルマーレ戦（Shonan BMW スタジアム平塚）
- Jリーグ初得点 - 2021年5月5日 J2 第12節 大宮アルディージャ戦（NACK5スタジアム大宮）

## タイトル

### クラブ
アルビレックス新潟
- J2リーグ：1回（2022年）

## 代表歴
- 2009年 U-15日本代表
  - AFC U-16選手権2010 (予選) （出場4試合8得点）
- 2010年 U-16日本代表、U-17日本代表
  - （U-16） 豊田国際ユースサッカー大会、AFC U-16選手権2010 （出場4試合1得点）
  - （U-17） 第14回国際ユースサッカー in 新潟
- 2011年 U-17日本代表、U-18日本代表
  - 2011 FIFA U-17ワールドカップ （出場5試合3得点）

## 関連作品

### 書籍
- 『そして歩き出す サッカーと白血病と僕の日常』（徳間書店、2019年、ISBN 978-4-19-864958-6）[19]
- 『生きる、夢をかなえる: 僕は白血病になったJリーガー』(ベースボール・マガジン社、2020年)

## 出演
CM
- ACジャパン - 2020年度日本骨髄バンク支援キャンペーン「早川選手の、命のサポーター。」に出演。

ラジオ
- Changeの瞬間 〜がんサバイバーストーリー〜（2023年1月8日・15日、朝日放送ラジオ）[20]